# Marietta Blau
Marietta Blau (Wenen, 29 april 1894 - aldaar, 27 februari 1970) was een Oostenrijkse natuurkundige. Blau ontwikkelde een methode om sporen van alfadeeltjes en hoog energetische protonen te registreren door middel van nucleaire emulsies. Haar nucleaire emulsies hebben het veld van de deeltjesfysica in haar tijd aanzienlijk verbeterd. Voor haar werk werd ze genomineerd voor de Nobelprijs voor de natuurkunde in 1950 door Erwin Schrödinger.

## Jeugd
Blau groeide op in een Joods gezin in een overwegend Joodse wijk.
Blau ging naar de eerste middelbare school in Wenen die meisjes voorbereidde op een studie aan de universiteit. In 1914 begon ze met haar studie wis- en natuurkunde aan de Universiteit van Wenen die zij in 1919 afrondde met haar proefschrift over de absorptie van gammastraling. Haar wetenschappelijke mentoren in Wenen waren Franz-Serafin Exner, Philipp Furtwängler en Stefan Meyer.
Van 1919 tot 1923 had Blau diverse baantjes in industriële en universitaire onderzoekscentra in Oostenrijk en Duitsland. In 1921 verhuisde ze naar Berlijn om te werken bij een fabrikant van röntgenbuizen, een baan die ze later opzegde toen ze assistent kon worden bij het Instituut voor Medische Fysica aan de Universiteit van Frankfurt. Vanaf 1923 werkte ze als onbezoldigd wetenschapper bij het Instituut voor Radiumonderziek van de Oostenrijkse Academie van Wetenschappen in Wenen. Een studiebeurs van de Oostenrijkse Vereniging van Universiteitsvrouwen stelde haar in staat om ook onderzoek te doen Göttingen en Parijs (1942/1933).

## Emulsiefysica
Blau droeg tussen 1923 en 1937 significant bij aan elk aspect van de emulsiefysica.
Ze onderscheidde in 1925 de sporen van alfadeeltjes en hoog energetische protonen in emulsies. In 1937 deed zij samen met Hertha Wambacher een sensationele ontdekking.
Blau wilde kosmische straling bestaande uit alfadeeltjes en snelle protonen vastleggen. Om dit te doen liet zij gestapelde fotografische platen op een hoogte van 2300 meter liggen. Na enkele maanden had zij inderdaad kosmische straling vastgelegd, maar ze had ook een onverwacht resultaat. Op de platen hadden zich ook "sterren" gevormd. Blau realiseerde zich dat deze alleen gevormd konden worden door de kosmische deeltjes die in de emulsie botsten op de daar aanwezige atoomkernen, waarna deze kernen op een explosieve manier uiteen vielen. Het was voor het eerst dat deze interacties vast werden gelegd. Daarmee leverde Blau empirisch bewijs voor het gedeelte van de kwantummechanische theorie dat deze interactie beschrijft. Met deze ontdekking maakte Blau de weg vrij voor verder onderzoek in de deeltjesfysica.

## Marginalisering
Blau werd vanwege haar Joodse afkomst in 1938, tijdens de Anschluss, uit Oostenrijk verdreven. Ze vluchtte in eerste instantie naar Oslo, vervolgens naar Mexico-Stad en New York. Blau was tijdens deze tien jaar niet in staat haar onderzoek voort te zetten. In die jaren onteigenden haar medeonderzoeker Wambacher en hun medewerkers, allen nazi's, haar werk en marginaliseerden haar naam.

## Einstein en Schrödinger
Zowel Albert Einstein als Erwin Schrödinger probeerden Blaus naam in ere te herstellen. Einstein probeerde een positie voor haar te veroveren in zowel Mexico City als de Verenigde Staten. Zo schreef hij in 1941 naar de Minister van Onderwijs in Mexico:
I am taking the liberty of drawing your attention to a case close to my heart. Since three years my colleague, the physicist Dr. Marietta Blau, lives in Mexico City ... I know Miss Blau as a very capable experimental physicist who could render valuable service to your country. She is an experimental investigator in the field of radio-activity and cosmic rays.
 Schrödinger nomineerde haar tweemaal voor de Nobelprijs. Het bleef bij een nominatie, maar het lukte Schrödinger wel om haar de Schrödingerprijs toe te kennen. Blau leefde op dat moment weer in Wenen, in armoede.

## Terug naar Wenen en overlijden
In 1955 richtte Blau de afdeling voor deeltjesfysica op. Zij was op dat moment als professor aan de Universiteit van Miami verbonden. Doordat zij het grootste deel van haar werkzame leven zonder salaris had gewerkt was Blau onverzekerd. Dit werd een probleem toen haar zicht sterk verminderde als gevolg van haar blootstelling aan straling. Blau besloot terug te gaan naar Wenen. Toen Marietta Blau stierf in 1970 aan longkanker waren er geen overlijdensberichten voor haar in enig wetenschappelijk tijdschrift.

## Beurs
In Oostenrijk wordt de Marietta Blaubeurs uitgereikt door de Österreichische Austauschdienst-Gesellschaft (OeAD). Deze beurs is er op gericht om promovendi aan Oostenrijkse universiteiten de mogelijkheid te geven om een deel van hun doctoraatsprogramma in het buitenland uit te voeren.

## Vernoeming
Het hoofdgebouw van de universiteit van Wenen is sinds 2005 naar Blau vernoemd.

## Prijzen
- Haitingerprijs (1937, samen met Wambacher)
- Ignaz Liebenprijs (1937)[1]
- Erwin Schrödingerprijs[9]

- Bibliothèque nationale de France: cb10936490p (data)
- Stuttgart Database of Scientific Illustrators 1450–1950: 13181
- Gemeinsame Normdatei: 123215331
- International Standard Name Identifier: 0000 0000 5539 0078
- Library of Congress Control Number: nr2003022653
- Nationale Bibliotheek van Tsjechië: jx20050818002
- Nationale Bibliotheek van Israël: 987007574029705171
- Nederlandse Thesaurus van Auteursnamen: 32498233X
- SNAC: w6fn1xg7
- Système universitaire de documentation: 183123263
- Virtual International Authority File: 52591350
- WorldCat: E39PBJvCM7MYvjv9PFjdGG3xXd